# КК Јенисеј Краснојарск
КК Јенисеј Краснојарск (рус. БК Енисей Красноярск) руски је кошаркашки клуб из Краснојарскa. У сезони 2022/23. такмичи се у ВТБ лиги.

## Историја
Клуб је основан 1981. на основама Политехничког института Краснојарск, и носио је име Политехника. За време Совјетског Савеза клуб је играо у нижим лигама, а једини успех у том периоду имао је када је освојен Куп СССР-а 1988. за тимове из Сибира и Далеког истока. Након распада Совјетског Савеза клуб је и даље играо у нижим лигама, да би до Суперлиге стигао у сезони 1996/97. Ту су се задржали кратко и играли су у нижем рангу све до 2007. када су били прваци друге лиге и вратили се у Суперлигу.
У сезони 2009/10. клуб је дебитовао у европским такмичењаима и наступао је у ФИБА Еврочеленџу где је стигао до друге фазе. У сезони 2010/11. играли су квалификације за Еврочеленџ где су поражени од Нижњег Новгорда. Освојили су треће место у Купу Русије 2011. године.

## Имена кроз историју
- Политехника (1981–89)
- Крастјажмаш (1989–91)
- Ескаво (1991–93)
- Јенисеј (1991–тренутно)

## Познатији играчи
- Терико Вајт
- Маркус Вилијамс
- Елмедин Кикановић
- Јевгениј Колесников
- Aлексеј Котишевски
- Драган Лабовић
- Сава Лешић
- Марко Мариновић
- Коста Перовић
- Мирослав Раичевић
- Алекс Ренфро
- Хасан Ризвић
- Лајонел Чалмерс

## Познатији тренери
- Стеван Караџић